# 梅讷图库蒂尔
梅讷图库蒂尔（法語：Menetou-Couture，法語發音：[mɛntu kutyʁ]）是法国谢尔省的一个市镇，属于圣阿芒蒙龙区。

## 地理
梅讷图库蒂尔（47°2'43"N, 2°54'52"E）面积28.93 平方千米，位于法国中央-卢瓦尔河谷大区谢尔省，该省份为法国中部省份，北起卢瓦雷省，西接卢瓦-谢尔省和安德尔省，南至克勒兹省，东南接阿列省，东临涅夫勒省。
与梅讷图库蒂尔接壤的市镇（或旧市镇、城区）包括：勒绍泰、加里尼、欧布瓦河畔茹埃、马赛莱索比尼、普雷西、圣伊莱尔德贡迪伊、托尔特龙。
梅讷图库蒂尔的时区为UTC+01:00、UTC+02:00（夏令时）。

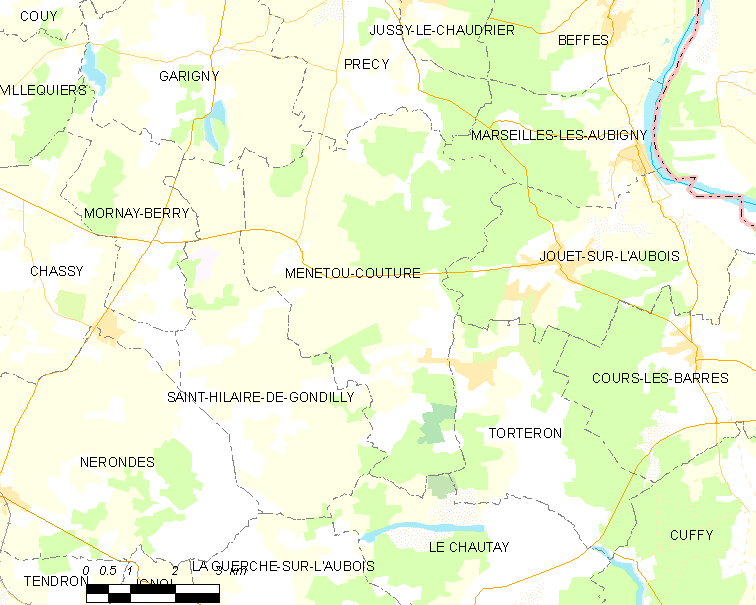
梅讷图库蒂尔的OSM定位图

## 行政
梅讷图库蒂尔的邮政编码为18320，INSEE市镇编码为18143。

## 政治
梅讷图库蒂尔所属的省级选区为欧布瓦河畔拉盖尔什县。

## 人口

1962-2008年间梅讷图库蒂尔人口变化图示

梅讷图库蒂尔于2022年1月1日时的人口数量为357人。